# Pizy
Pizy est une ancienne commune et localité suisse du canton de Vaud, située sur le territoire de la commune d'Aubonne.

## Histoire
Le 1er juillet 2011, Pizy a fusionné avec la commune d'Aubonne.